# Museu de Belas Artes de Nantes
O Museu de Belas Artes de Nantes (Musée des Beaux-Arts de Nantes) é um museu localizado em Nantes, França, criado por decreto consular de Napoleão Bonaparte em 1800.

## Arquitetura

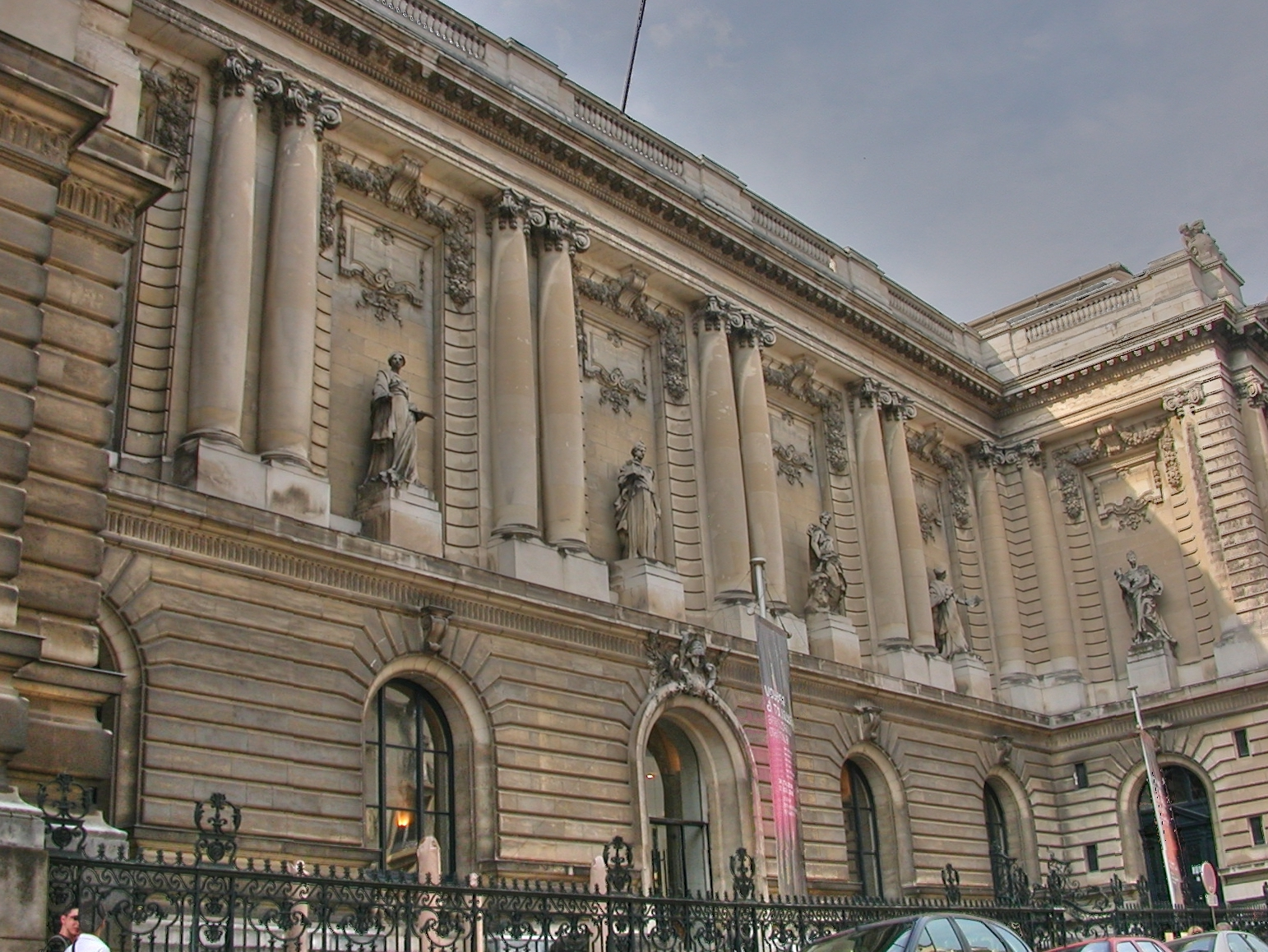
diteita

O Palácio de Belas Artes, onde está localizado o museu, abriu em 1900. Ele foi projetado pelo arquiteto Clément-Marie Josso. O interior foi remodelado durante a década de 1980. · 
.

## Coleção
Sua coleção de pinturas se estende a partir do Século XIII até os dias de hoje. Entre outros, existem obras:

### Pintores  dos século XIII a XVIII
- Abraham Bloemaert
- Ambrogio Borgognone
- Jan Brueghel the Elder
- Philippe de Champaigne
- Pieter Claesz
- Bernardo Daddi
- Orazio Gentileschi
- Luca Giordano
- Gerard van Honthorst
- Charles de La Fosse
- Georges de La Tour
- Peter Lely
- Giovanni Battista Moroni
- Perugino
- Guido Reni
- Peter Paul Rubens
- Andrea Solario
- Tintoretto
- Cosme Tura
- Virginia Vezzi
- Simon Vouet
- Antoine Watteau

### Pintores e escultores dos séculos XIX e XX
- Jules Benoit-Lévy
- Eugène Boudin
- Edward Burne-Jones
- Camille Corot
- Courbet
- Édouard Joseph Dantan
- Delacroix
- Sonia Delaunay
- Maurice Denis
- Kees van Dongen
- Jean Dubuffet
- Georges Dufrénoy
- Raoul Dufy
- Max Ernst
- Jean Auguste Dominique Ingres
- Wassily Kandinsky
- Fernand Léger
- Albert Marquet
- Claude Monet
- Giuseppe Penone
- Pablo Picasso
- Pierre-Auguste Renoir
- Théodore Rousseau
- Georges Seurat
- Paul Signac
- Alfred Sisley
- Horace Vernet
- Herbert Ward

## Galeria

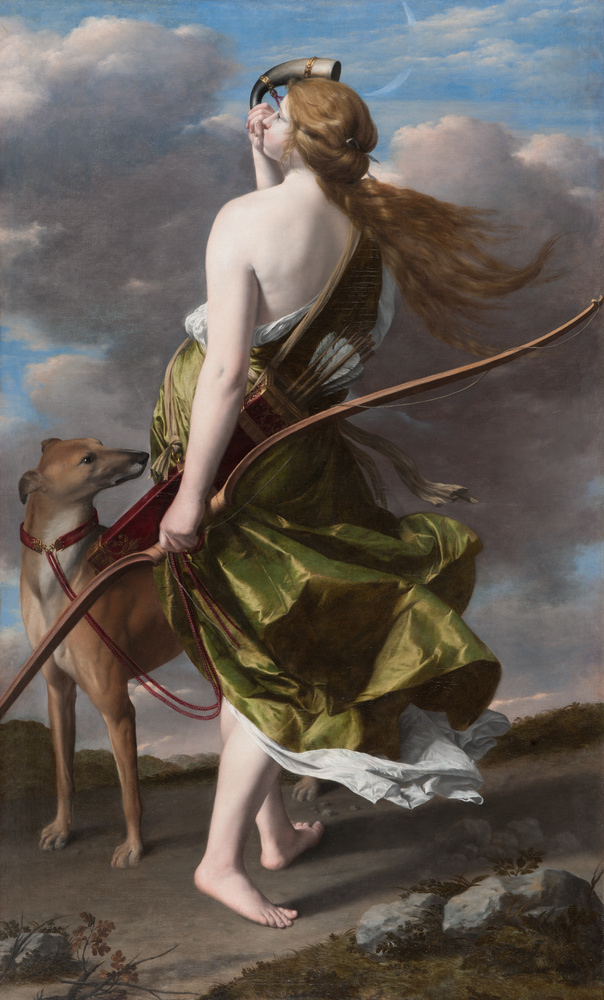
Orazio Gentileschi
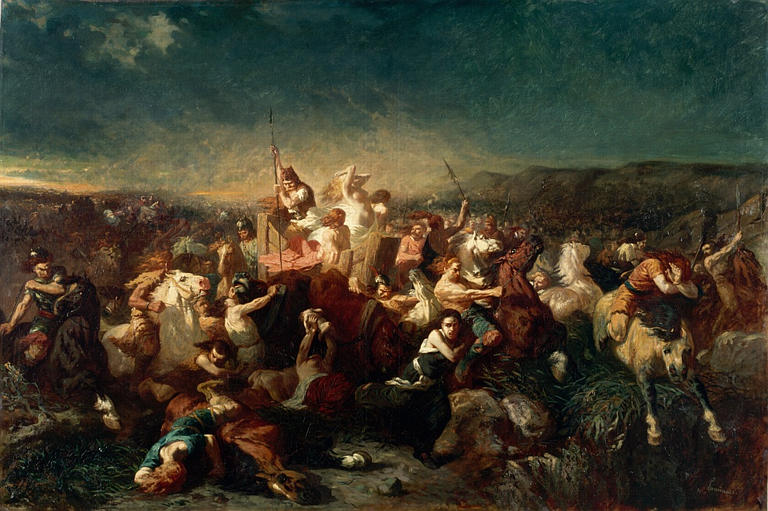
Evariste-Vital Luminais
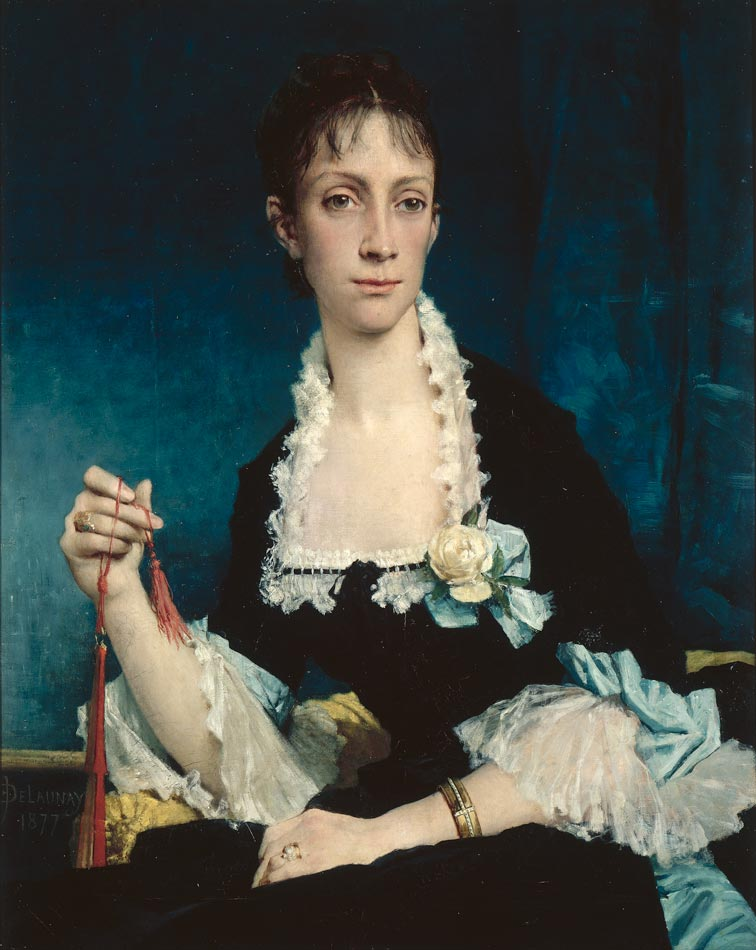
Elie Delaunay
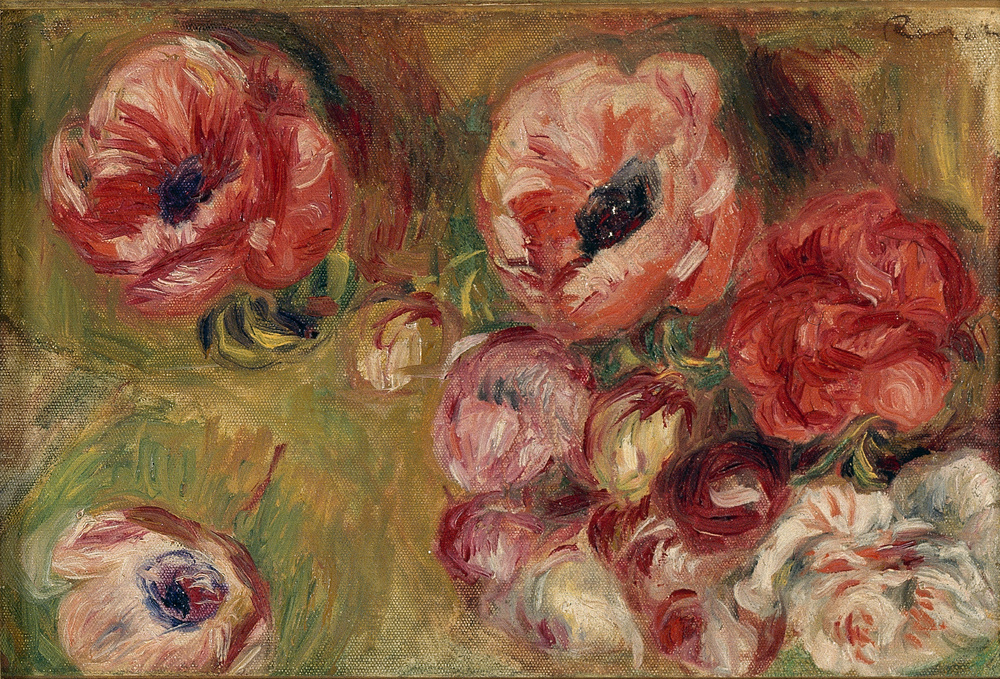
Renoir